# Tommy Wonder
Tommy Wonder (29. listopadu, 1953 – 26. června, 2006), vlastním jménem Jacobus Maria Bemelman, byl nizozemským kouzelníkem zabývajícím se jak kontaktní, tak pódiovou magii. Hlavními místy jeho vystupování byly Las Vegas, Monte Carlo a televizní stanice Fox .
Na kouzelnictví se zaměřoval již od mládí - tři roky studoval herectví, tanec a zpěv na Academie voor Podiumvorming (Umělecká akademie) v Haagu následně dva roky cestoval s ekvilibristickou skupinou De Haagsche Comedie.
V letech 1979 a 1988 získal druhé místo na Světovém kouzelnickém šampionátu (World Championships of Magic). Roku 1998 získal cenu Performer Fellowship Award (Cena umělecké spolupráce) Akademie kouzelnických umění v Hollywoodu a roku 1999 cenu Best Sleight of Hand Performer u příležitosti každoroční události World Magic Awards.
Protože Wonder byl autorem všech svých čísel a tím i celého svého repertoáru, byl mezi kolegy kouzelníky chován ve velké uctivosti. Roku 1996 vydal dvoudílné video The Books of Wonder odtajňující některé z jeho výjimečných kousků.
Tommy Wonder zemřel roku 2006 po krátkém boji s rakovinou plic.
5. srpna 2006 získal posmrtně Cenu teorie a filozofie na Světovém kouzelnickém šampionátu ve Stockholmu.